# Situationsanalyse
Eine Situationsanalyse ist in der Soziologie die rationale Rekonstruktion einer Entscheidungssituation, in der sich eine Person zum Zeitpunkt des Handelns befunden hat. Dabei wird rekonstruiert, wie der Handelnde von seiner Umwelt, den Akteuren und den eigenen Antrieben beeinflusst wurde. Sein rationales Handeln wird vorausgesetzt.
James Farr gliedert Situationsanalysen in zwei wesentliche Elemente:
1. Modellierung der Situation
2. Prinzip der Rationalität

In der Modellierung werden Akteure, Werte, Sachthemen usw. so zusammengestellt, wie der Handelnde sie subjektiv wahrnahm. Der objektive Zustand ist dabei irrelevant, weil er für die Handlung nicht zur Verfügung stand. Das Rationalitätsprinzip stellt nur dar, dass sich die Akteure rational verhielten, wobei die Begrenztheit durchaus bewusst ist.